# يحيى بن سعيد الأنصاري
يحيى بن سعيد الأنصاري تابعي، وعالم مسلم، وفقيه، قاضي ومفتي المدينة، تلميذ الفقهاء السبعة، وأحد رواة الحديث النبوي الثقات، روى له الجماعة.

## سيرته
هو يَحْيَى بن سَعِيد بن قيس بن عَمْرو بن سهل ابن ثعلبة بن الْحَارِث بن زَيْد بْن ثعلبة بْن غنم بْن مَالِك بن النجار ويُقال: يَحْيَى بن سَعِيد بن قيس بن قهد الأَنْصارِيّ. جده هو قيس بن عمرو بن سهل، له صحبة، وهو أخو المُحدَّثين سعد بن سعيد الأنصاري وعبد ربه بن سعيد الأنصاري، ولد قبل 70 هـ في خلافة عبد الله بن الزبير في المدينة المنورة، وسمع من أنس بن مالك، وعددًا من الصحابة، وغيرهم، وأصبح قاضي ومفتي المدينة في زمانه، لُقّب بتلميذ الفقهاء السبعة، لأنه تتلمذ على يد سعيد بن المسيب والقاسم بن محمد بن أبي بكر، وسليمان بن يسار، وعروة بن الزبير.
بالرغم من صغر سنه إلا أنه قد روى عنه بعض التابعين، فروى عنه من التابعين أربعة: هشام بن عروة، وحميد الطويل، وأيوب السختياني، وعبيد الله بن عمر بن الخطاب. وكان له مجلس يُفتي ويُحدّث فيه، قال حماد بن زيد: «كان يحيى بن سعيد، يقول في مجلسه: اللهم سلم سلم.»، وكان يحيى يقول: «أهل العلم أهل وسعة، وما برح المفتون يختلفون، فيحلل هذا، ويحرم هذا، وإن المسألة لترد على أحدهم كالجبل، فإذا فتح لها بابها، قال: ما أهون هذه.»، وكان الحجاج لا يستفتون في زمانه إلا يحيى بن سعيد وعبيد الله بن عمر بن الخطاب ومالك بن أنس. قال العجلي: «كان يحيى بن سعيد رجلًا صالحًا فقيهًا ثقة»، وقال سفيان بن عيينة: «محدثوا الحجاز ابن شهاب الزهري، ويحيى بن سعيد، وابن جريج» وقال علي بن المديني: «لم يكن بالمدينة بعد كبار التابعين أعلم من ابْن شهاب ويحيى بْن سَعِيد الأَنْصارِيّ وأبي الزناد، وبكير بن عبد الله بن الأشج.»، وقال سفيان الثوري: «حفاظ الناس أربعة: إسماعيل بن أبي خالد، وعاصم الأحول، ويحيى بن سَعِيد الأَنْصارِيّ، وعبد الملك بن أبي سليمان.».
كان يحيى يحفظ من الحديث 300 حديث، وذكر الذهبي أنها 600 أو 700 حديث، قال يزيد بن هارون: «قلت ليحيى بن سعيد: كم تحفظ؟» قال: «ستمائة، سبعمائة». وأما الأسانيد التي رويت عنه فقال علي بن المديني: «له نحو من ثلاثمائة حديث»، علق الذهبي على ذلك فقال: «فكأنه عنى المسند من حديثه، أو الذي اشتهر له»، وكان يرتحل لطلب الحديث، فصحب أنس بن مالك إلى الشام، وارتحل إلى إفريقية بمركبين فِي ميراث له، واستقبله الناس هناك حيث كان مشهورًا، وسمع حديث من قاضي إفريقية عبيد الله بن زحر، وأصبح يحيى قاضيًا على الحيرة، ثم لقيه يزيد بن هارون، فروى عنه مائة وسبعين حديثًا.
كان يحيى بن سعيد يتقشف، أقدمه أبو جعفر المنصور العراق، وولاه القضاء بالهاشمية، قال مالك بن أنس: «مَا خرج منا أحد إلى العراق إلا تغير غير يَحْيَى بْن سَعِيد، ولم يرجع على مَا كَانَ عليه إلا يَحْيَى بْن سَعِيد.»، ومات بالعراق بالهاشمية سنة 143 هـ، وقيل: سنة 146 هـ. وله بضع وسبعون سنة.

## روايته للحديث النبوي
- روى عن: إسحاق بن عبد الله بن أبي طلحة، وأنس بن مالك، وبشير بن نهيك، وبشير بن يسار، وثعلبة بْن أَبي مَالِك القرضي، وجعفر بن عبد الله بن الحكم الأنصاري، وجعفر الصادق، وحفص بن عبيد الله بن أنس بن مالك، وحميد بن نافِع، وحميد الطويل وهو من أقرانه، وحنظلة بن قيس الزرقي، وخالد بْن أَبي عِمْران، وذكوان أَبِي صَالِح السمان، وربيعة بن أبي عبد الرحمن، وزرارة، وقيل مُحَمَّد بْن عَبْد الرحمن بْن سعد بْن زرارة، وسالم بن عبد الله بن عمر بن الخطاب، والسائب بن يزِيد، وسعد بن إبراهيم الزهري، وسعد بن إسحاق بن كعب بن عجرة، وسعيد المقبري، وسعيد بن المسيب، وأبي الحباب سعيد بن يسار، وسليمان بن يسار، وسهيل بن أبي صالح، وطلحة بن مصرف، وعباد بن تميم الأَنْصارِيّ، وعبادة بن الوليد بْن عبادة بْن الصامت، وعبد الله بن أبي بكر بن حزم، وعبد الله بن دينار، وعبد الله بْن أَبي سلمة. الماجشون، وعبد الله بْن عَامِر بْن ربيعة، وأبي طوالة عبد الله بن عبد الرحمن بن معمر بن حزم، وعبد الله بْن المغيرة بْن أَبي بردة الكناني، وعبد الحميد بْن عَبد اللَّهِ بْن عَبد اللَّهِ بْن عُمَر بْن الخطاب، وعبد الرحمن بْن عَبد الله بْن عَبْد الرحمن بْن أَبي صعصعة، وعبد الرحمن بن القاسم بن محمد بن أبي بكر، وعبد الرحمن بن هرمز، وعَبْد الرَّحْمَنِ بْن وعلة المِصْرِي، وعبد الملك بْن أَبي بكر بْن عَبْد الرحمن بْن الْحَارِث بْن هِشَام، وقيل بينهما عراك بن مالك، وعُبَيد اللَّه بْن زحر الإفْرِيقيّ، وعُبَيد بْن حنين، وعدي بن ثابت، وعراك بْن مالك، وعروة بن الزبير، وعكرمة مولى ابن عباس، وعلي بن الحسين بن علي بن أبي طالب، وعمر بن ثابت الأَنْصارِيّ، وعمر بن عبد العزيز وعُمَر بْن كَثِير بْن أفلح، وعُمَر بْن نافع مولى ابْن عُمَر، وعَمْرو بْن شعيب، وعمرو بن يحيى بن عمارة، والقاسم بن محمد بن أبي بكر، ومحمد بن إبراهيم بن الحارث التيمي، ومحمد بن أبي أمامة بن سهل بْن حنيف، ومحمد بن سَعِيد بن المُسَيَّب، وأبي الرجال مُحَمَّد بْن عَبْد الرَّحْمَنِ الأَنْصارِيّ، ومحمد بن عَبْد الرَّحْمَنِ الأَنْصارِيّ ابْن أخي عَمْرة، ومحمد بن عَمْرو بْن علي بْن أَبي طالب، وابن شهاب الزهري، ومحمد بن المنكدر، ومحمد بن يحيى بن حبان، ومسلم بْن أَبي مَرْيَم، ومعاذ بْن رفاعة بْن رافع الزرقي، وموسى بن عقبة، ونافع مولى ابن عمر، والنعمان بْن أَبي عياش الزرقي، والنعمان بن مرة الزرقي، وهشام بن عروة، وواقد بن عمرو بن سعد بن معاذ، ويزيد بن نعيم بن هزال الأَسلميّ، ويزيد مولى المنبعث، ويوسف بْن مَسْعُود بْن الحكم الزرقي، وأبو أمامة بن سهل بن حنيف، وأبي بَكْر محمد بن عمرو بن حَزْم، وأبي الزبير المكي، وأبي سلمة بن عبد الرحمن بن عوف، وعمرة بنت عبد الرحمن.[4]
- روى عنه: أبان بن يزيد العطار، وإبراهيم بن أدهم، وإبراهيم بْن صرمة الأَنْصارِيّ، وإبراهيم بن طهمان، والأبيض بْن الأَغَر بْن الصباح المنقري، وأسد بْن عَمْرو البجلي القاضي، وإسماعيل بن علية، وإسماعيل بن عياش، وإسماعيل بْن قيس بْن سعد بْن زيد بْن ثابت، وبحر بْن كنيز السقاء، وبشر بن المفضل، وتليد بْن سُلَيْمان الكوفي وثبيت بْن كَثِير الضبي البَصْرِيّ، وثور بْن يَزِيد الحمصي، وجارية بن هرم الفقيمي، وجرير بن حازم، وجرير بن عبد الحميد، وجعفر بن عون، وأبو أسامة حماد بن أسامة، وحماد بن زيد، وحماد بن سلمة، وحميد الطويل، وخالد بن عبد الله الوَاسِطِيّ، والخصيب بْن جحدر، وداود بْن عَبْد الرَّحْمَنِ العطار، وذواد بْن علبة الحارثي، والرحيل بْن معاوية الجعفي، وزائدة بن قدامة الثقفي، وزفر بْن الهذيل، وزهير بن معاوية الجعفي، وزيد بن أبي أنيسة، وسالم بْن غيلان التجيبي، وسعيد بن أبي عروبة، وسَعِيد بْن مُحَمَّد الوراق، وسعيد بن أبي هلال، وسفيان الثوري، وسفيان بن عيينة، وسليمان بن بلال، وسُلَيْمان بْن كَثِير العبدي، وأَبُو بدر شجاع بن الوليد، وشرقي بْن قطامي العائذي، وشريك بن عبد الله النخعي، وشعبة بن الحجاج، وصالح بْن بيان السيرافي، وصدقة بْن عَبد اللَّهِ السمين، وطلحة بن مصرف، وعاصم بْن سويد القبائي، وعبد الله بْن إدريس الأَودِيّ، وعبد الله بن المبارك، وعبد الله بن نمير، وعَبْد الجبار بْن عُمَر الأيلي، وعبد الجليل بْن حميد الْيَحْصِبِيّ المِصْرِي، وعبد الرحمن بْن أَبي الرجال، وعبد الرحمن الأوزاعي، وعبد الرَّحْمَنِ بْن مُحَمَّد المحاربي، وعبد السلام بْن حرب الملائي، وعبد العزيز بن عبد الله بن أبي سلمة الماجشون، وعبد العزيز بْن مُحَمَّد الدَّراوَرْدِيّ، وعبد العزيز بْن مسلم القسملي، وعبد الملك بن جريج، وعبد الوهاب الثقفي، وعَبْدة بْن سُلَيْمان، وعُبَيدة بْن حميد، وعثمان بن الحكم الجذامي، وعلي بْن مسهر قاضي الموصل، وعَمْرو بْن الْحَارِث المِصْرِي، وعِمْران بْن حدير، وعيسى بْن يُونُس، وفرج بْن فضالة، وفليح بن سليمان، والقاسم بْن معن المسعودي والليث بن سعد، ومالك بن أنس، ومحمد بن إسحاق بن يسار، ومحمد بْن جَعْفَر بْن أَبي كثير، ومحمد بن عبد الرحمن بن أبي ذئب، ومحمد بن عجلان، ومحمد بن فضيل بْن غزوان، ومحمد بن مسلم بن شهاب الزهري وهو من شيوخه، ومروان بن معاوية، ومعاوية بن صالح الحضرمي، والنضر بْن كَثِير السعدي، وهشام بن عروة وهو من أقرانه، وهشيم بن بشير، ووهيب بْن خالد، ويحيى بن أيوب المِصْرِي، ويحيى بن زكريا بن أَبي زائدة، ويحيى بن سعيد الأمَوِي، ويحيى بن سعيد القطان، وأبو عقيل يَحْيَى بْن المتوكل، ويزيد بْن عَبد اللَّهِ بْن الهاد، ومات قبله، ويزيد بن هارون، ويَعْلَى بْن عُبَيد الطنافسي، وأبو إسحاق الفزاري، وأَبُو أويس المدني، وأَبُو خَالِد الأحمر، وأَبُو شهاب الحناط، وأبو معاوية الضرير.
- الجرح والتعديل: وثّقه أحمد بن حنبل ويحيى بن معين وأبو زرعة الرازي وأبو حاتم الرازي والعجلي ومحمد بن سعد البغدادي والنسائي، وقال ابن حنبل: «أثبت الناس»، وروى له الجماعة.[4]